# 283 Emma
Emma (asteroide 283) é um asteroide da cintura principal com um diâmetro de 148,06 quilómetros, a 2,5780753 UA. Possui uma excentricidade de 0,1526395 e um período orbital de 1 938,38 dias (5,31 anos).
Emma tem uma velocidade orbital média de 17,07572181 km/s e uma inclinação de 7,99155º.
Este asteroide foi descoberto em 8 de Fevereiro de 1889 por Auguste Charlois.